# بيتيربوروغ (أونتاريو)
بيتيربوروغ، أونتاريو (بالإنجليزية: Peterborough)‏ هي مدينة كندية تقع في مقاطعة أونتاريو. تبلغ مساحة هذه المدينة 58.3959 (كم²)، ويبلغ عدد سكانها 74898 نسمة حسب إحصاء سنة 2006 م، بينما كان يسكنها 71446 نسمة في سنة 2001 م. تحتل هذه المدينة المرتبة رقم 67 بين مدن كندا حسب عدد السكان والمرتبة رقم 31 في المقاطعة. نما عدد السكان في هذه المدينة بنسبة (4.8) بين العامين المذكورين.

## أعلام
- جستن موسك
- كيث براون
- جون ريتشاردسون
- باول أوسوليفان
- ريد سوليفان
- ويليام توماس لوكاس
- إيستيلا وورن
- بوبي روود
- مانلي بالمر هول
- مايك فيشر

## وصلات خارجية
- الأطلس الحكومي لكندا
- إحصاءات كندا مع ساعة تعداد السكان